# زندگی اقتصادی دونالد ترامپ

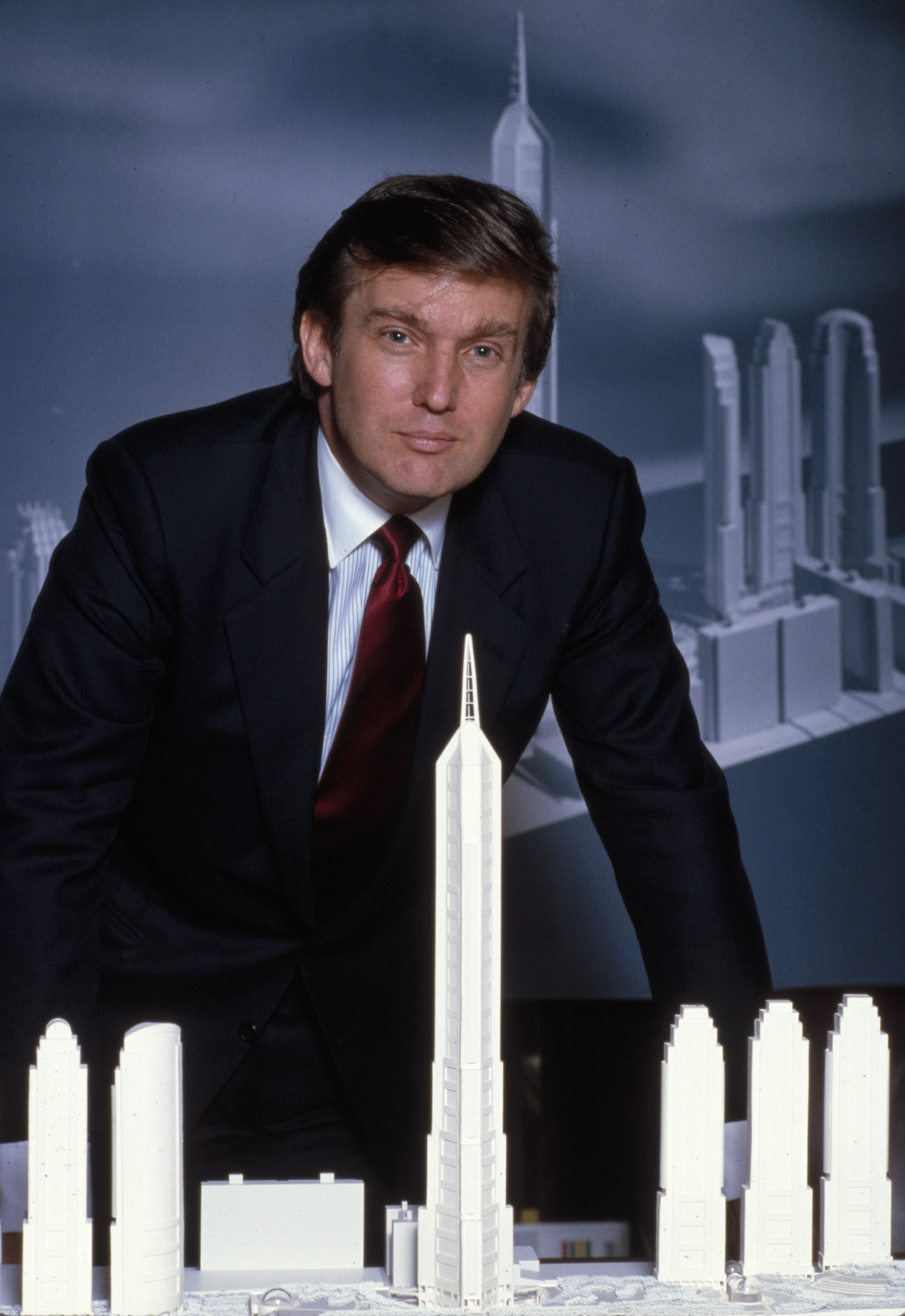
ترامپ در اواخر سال ۱۹۸۵ با ماکتی از «شهر تلویزیون»، طرح توسعه‌ای برای محوطه‌های راه‌آهن سابق وست‌ساید که اکنون ریورسایدساوت نام دارد

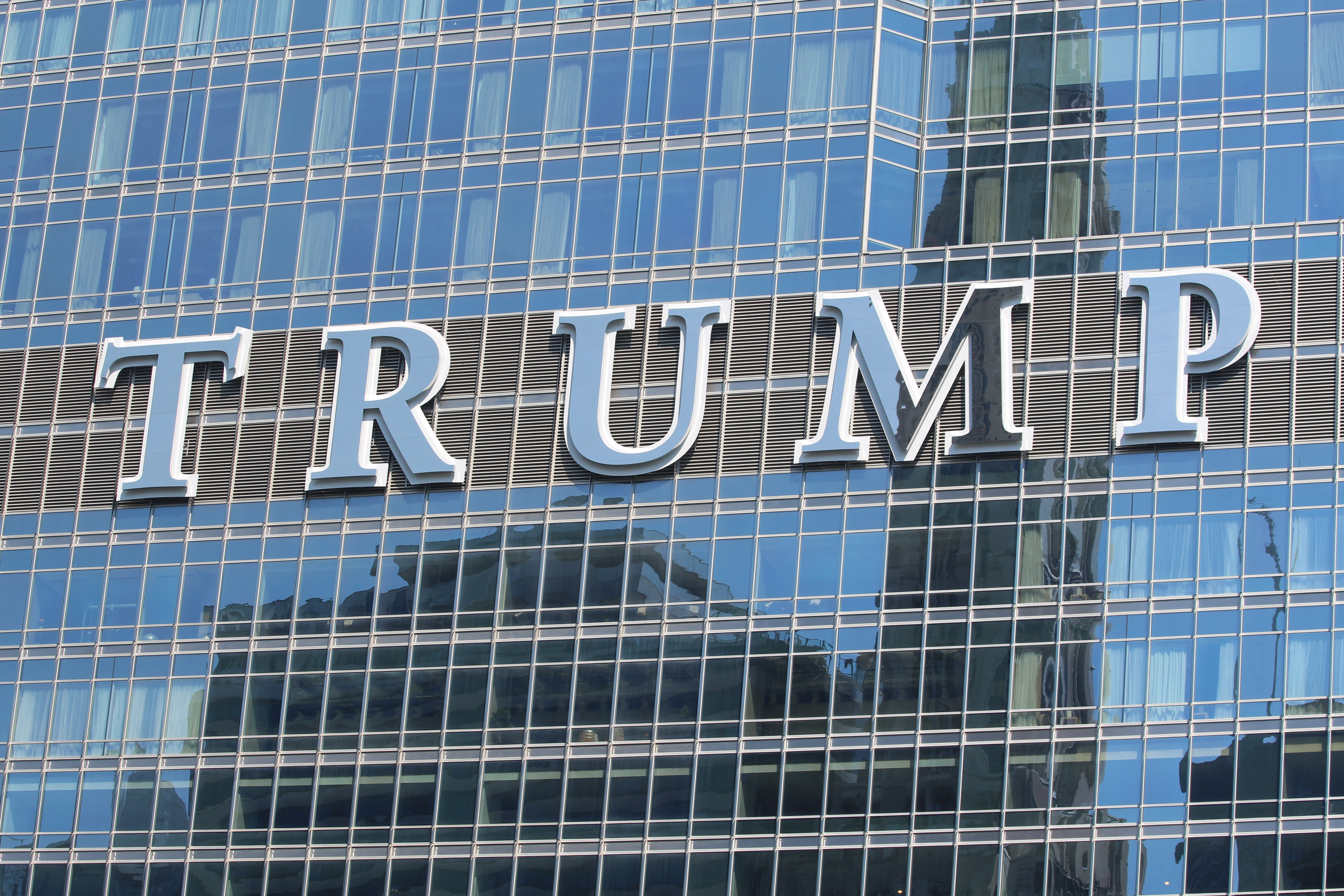
تابلوی برج و هتل بین‌المللی ترامپ در شیکاگو

دونالد ترامپ یک تاجر و کارآفرین اهل آمریکا است. او پیش‌تر در زمینه برنامه‌های تلویزیونی فعالیت داشت. دونالد ترامپ در سال ۲۰۱۷ به عنوان ۴۵امین رئیس جمهور آمریکا انتخاب شد. او خرید و فروش ملک را در شرکت پدرش با نام «الیزابت ترامپ و پسر» که بعدها به سازمان ترامپ تغییر نام داد، آغاز کرد. فعالیت روزافزون ترامپ در زمینه خرید و فروش ملک به ویژه موفقیت وی در چند معامله ملکی در منهتن و نیویورک به مشهوریت او افزود. سازمان ترامپ مالک چندین زمین بازی گلف در سراسر جهان است که روز به روز به تعداد آن افزوده می‌شود. ترامپ همچنین به صورت مشارکتی و در مواردی کاملاً برگزارکننده چندین مراسم ملکه زیبایی از سال ۱۹۹۶ تا ۲۰۱۵ بوده است.